# Peterloo (film)
Peterloo è un film del 2018 scritto e diretto da Mike Leigh.
La pellicola narra le vicende del massacro di Peterloo del 1819.

## Trama
Joseph, un giovane trombettiere, reduce dalla battaglia di Waterloo rientra a Manchester, dove trova la propria famiglia e l'intera popolazione rovinata dalla crisi economica e dalla rapacità dei proprietari. Monta la protesta e nel 1819 si tiene una grande manifestazione sotto la guida di alcuni riformatori radicali, in particolare Orator Hunt, con la richiesta della riforma elettorale e dell'abolizione delle Corn Laws. Nonostante il carattere pacifico della protesta la manifestazione viene sanguinosamente repressa dall'esercito come se si trattasse di una rivolta. L'evento passerà alla storia come la battaglia di Peterloo, con ironico riferimento a quella di Waterloo.

## Produzione
Le riprese del film sono iniziate nel maggio 2017.
Il budget è stato di 18 milioni di dollari.

## Promozione
Il primo trailer del film viene diffuso il 24 luglio 2018.

## Distribuzione
Il film è stato presentato in concorso alla 75ª edizione della Mostra internazionale d'arte cinematografica di Venezia il 1º settembre 2018.
La pellicola è stata distribuita nelle sale cinematografiche britanniche a partire dal 2 novembre 2018, in quelle statunitensi dal 9 novembre seguente ed in quelle italiane dal 21 marzo 2019.

## Riconoscimenti
- 2018 - British Independent Film Awards[7]
  - Candidatura per i migliori costumi a Jacqueline Durran
  - Candidatura per il miglior trucco e acconciature a Christine Blundell
  - Candidatura per la miglior scenografia a Suzie Davies
  - Candidatura per i migliori effetti speciali a Paul Driver e George Zwier
- 2018 - Mostra internazionale d'arte cinematografica[4]
  - Menzione speciale per il Premio Human Rights Nights
  - In competizione per il Leone d'oro al miglior film